# Üzemanyagcella

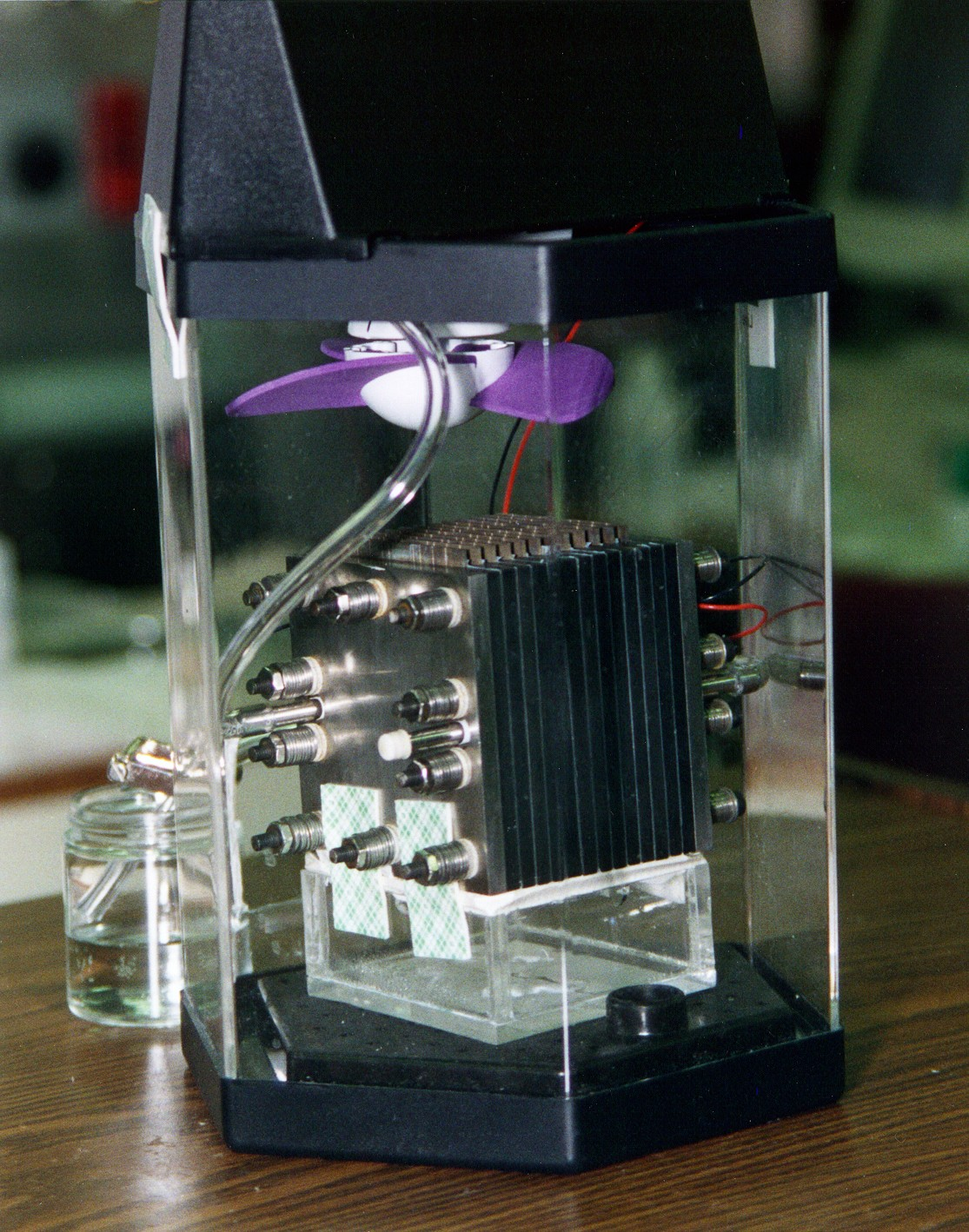
Metanollal működő üzemanyagcella

A tüzelőanyag-elem (más néven tüzelőanyag-cella vagy üzemanyagcella) egy kémiai áramforrás, amelyben az áramtermelő folyamat valamilyen tüzelőanyag (pl. földgáz, gázolaj, szén, hidrogén, alkohol ) oxidációja. A tüzelőanyag-elemek annyiban különböznek a galvánelemektől, hogy működésük közben az áramtermelő reakcióban részt vevő anyagokat folyamatosan táplálják be, a keletkező termékeket pedig elvezetik, így, szemben a galvánelemekkel, nem „merülnek ki”. A hagyományos hőerőgépeknél sokkal nagyobb hatásfokkal képesek a kémiai energiát elektromos energiává alakítani (vagy fordítva), és jelentősen kisebb a károsanyag-kibocsátásuk (sőt esetenként nincs is).

## Története
Az üzemanyagcellát Sir William Robert Grove walesi kutató találta fel 1838-ban.

## Működése
Az üzemanyagcellában az elektrolízissel éppen ellentétes folyamat zajlik le: kémiai energiából elektromos energia keletkezik. 
A cella legtöbbször két elektródából, az anódból és a katódból áll, a köztük lévő anyag az elektrolit. Hatásfoka jelentősen nagyobb, mint a belső égésű motoré, kb. 60%, míg üzemi hőmérséklete 80 °C is lehet.

## Fajtái

### Direkt metanolmembrános cella vagy direkt metanolcella (DMFC)
Kifejlesztése Oláh György és mások (Surampudi, Narayanan, Vamos, Frank, Halpert, Prakash) nevéhez fűződik. Üzemanyaga metanol, ami jelenleg könnyebben előállítható és tárolható anyag, mint a hidrogén. [U.S. Pat. No. 5,599,638; 5,928,806; etc.] A szabadalmi leírások többnyire tartalmazzák, hogy légköri szén-dioxid közvetlen felhasználására nem alkalmas.
Jelentőségéhez több körülmény is hozzájárul:
- elégetésekor csak szén-dioxid és víz keletkezik (a fosszilis üzemanyagok elégetése során egy sor egyéb anyag is keletkezik, köztük környezet- és természetkárosítók is);
- 700 bar nyomáson is tárolható (versenytársa, a hidrogén olyan apró molekulákból áll, amelyek már 300 bar nyomáson is átdiffundálnak az acélfalon);
- mindkét irányban működik (áram tárolására és visszanyerésére is alkalmas);
- az áramtermelő módban keletkező CO2 tömény, sűríthető (és áramtárolás során újrahasznosítható); emiatt pl. napelemes energiarendszerek teljes mértékben függetleníthetők a meglévő villamoshálózattól, miközben az energiarendszer nem bocsát ki szén-dioxidot (emissziómentes villamosenergia-rendszer, EESWE).

Hátrányos tulajdonsága, hogy gyors változást (pl. gépjárművezetés során a gázadást, fékezést) nem tud követni, emiatt legalább 1 db átmeneti tároló – akkumulátor – szükséges (ami miatt a jelenlegi elektromotoros autókban levő bődületes akku-mennyiség az 1/1000 alá csökken majd). Bár elektromos hatásfoka szerény, jelentős hőszigeteléssel és a maradékhővel további áram termelhető; ilyen irányú kísérletek számos országban folynak.
Kiemelkedő jelentősége van a globális felmelegedés (Global Warming, GW) visszafordításában: segítségével olyan napelemes áramtermelés és egyúttal olyan EV-autós szállítás ill. közlekedés alakítható ki, amelyeknek egyetlen gramm szén-dioxid-emissziójuk sincsen (a keletkező tömény szén-dioxid – a hidrogéncellákhoz kifejlesztett 700 baros tárolással – visszaforgatható illetve újrahasznosítható: amikor metanolt tankol az EV-autó, annak molárisan megfelelő mennyiségű tömény szén-dioxidot ad le a kútnál, hisz a metanolból – áramtermelés közben – szén-dioxid lesz, amit az EV-autó sűríthet és magával vihet, ahelyett, hogy a légkörbe bocsátaná).[forrás?] Ha a napelemes áramtermelés osztott, vagyis az áramszolgáltató családiházak tetejét bérli e célra (és nem koncentrált, mint a túlzott hőszennyezéssel környezetterhelő naperőművek), akkor a hőszennyezése is osztott (és nem koncentrált); ez a körülmény igen jelentős, hisz pl. a paksi atomerőmű koncentrált hőszennyezése elsivatagosítja a Kárpát-medence legjobb búzatermő területeit, míg ha az első paksi beruházási programot valósítják meg minimum 190 ezer hektárnyi üvegházzal és a hőszennyezés osztott lett volna, akkor ilyen aszálykár nem lépett volna fel a Duna-Tisza közén.[forrás?]
Jövőbeli elterjedését befolyásolja az új cellákhoz szükséges szén-dioxid eredete. Ma a szén-dioxid előállítása túlnyomórészt – 95%-ban -, fosszilis eredetű, ami környezetromboló (túlzott üvegházhatású, globális melegítő).

## Alkalmazása
Az űrkutatásban és a haditechnikában évtizedek óta használják energiaforrásként. Napjainkban járművekbe és számos elektronikus berendezésbe is beépítik. A direkt metanolmembrános cella napelemek energiatárolásában is egyre nagyobb jelentőségű. Irányközömbössége folytán a légköri szén-dioxid kivonásában (víz és napelemes áram segítségével metanollá és oxigénné alakításában, majd a metanolnak földalatti tározókba visszasajtolásában) feltehető a jövőbeli legfontosabb szerepe (a jelenlegi 400-410 ppm légköri CO2-tartalomnak az eredeti 270 ppm-re csökkentésében, néhány száz év alatt).

## Környezeti hatások
Az üzemanyagcellák jelenleg legelterjedtebb típusai hidrogént használnak üzemanyagként, ami a reakció végén vízzé alakul vissza, azaz üzem közben nem jár szén-dioxid-kibocsátással. Hatásfokuk magasabb, mint a belső égésű motoroké. Jelenleg a cellákba épített katalizátor anyaga platinát tartalmaz, ami a természetben csak korlátozottan érhető el.

## Biztonság
Az üzemanyagcella technológia biztonságát és alkalmazhatóságát több szabvány biztosítja Magyarországon is. Az üzemanyagcellákhoz kapcsolódó érvényes szabványok az MSZ EN 62282 sorozatba tartoznak.